# Ácidos aminonaftalenosulfónicos
Los ácidos aminonaftalenosulfónicos son compuestos con la composición C10H6(NH2)(SO3H), siendo derivados del naftaleno (C10H8) sustituido por un grupo amino y un ácido sulfónico. Estos compuestos son sólidos incoloros. Son precursores útiles de muchos tintes sintéticos.
| Isómero                            | Número de registro CAS | Nombres alternativos                                                      | Ruta preparatoria, notas |
| ---------------------------------- | ---------------------- | ------------------------------------------------------------------------- | --- |
| Ácido 1-aminonaftaleno-4-sulfónico | 84-86-6                | Ácido de Piria, ácido naftiónico                                          | Sulfonación de 1-aminonaftaleno, precursor del rojo ácido 25, C.I. rojo alimentario 3, C.I. rojo alimentario 7, C.I. rojo alimentario 9 |
| Ácido 1-aminonaftaleno-5-sulfónico | 84-89-9                | Ácido de Laurent, ácido L, ácido purpurínico                              | reducción del ácido 1-nitronaftaleno-5-sulfónico. Con NaOH, se convierte en 5-amino-1-naftol ("purpurol").                              |
| Ácido 1-aminonaftaleno-6-sulfónico | 119-79-9               | Ácido 1,6-Cleve (llamado así en honor al químico sueco Per Teodor Cleve ) | sulfonación de 1-aminonaftaleno |
| Ácido 1-aminonaftaleno-7-sulfónico | 119-28-8               | Ácido 1,7-Cleve                                                           | Subproducto en la producción de ácido 1,6-Cleve, precursor del ácido C.I. Black 36                                                      |
| Ácido 1-aminonaftaleno-8-sulfónico | 82-75-7                | Perácido                                                                  | Reducción del ácido 1-nitroonaftaleno-8-sulfónico, precursor del C.I. Acid Blue 113                                                     |

Notas: El periácido se deshidrata hasta formar sultama. A través de la reacción de Bucherer, al calentar el perácido con sales de anilinio se obtiene el derivado N-fenilo, precursor del Acid Blue 113.
C.I.=índice de color (Color Index en inglés)
| Isómero                            | Número de registro CAS | Nombres alternativos                              | Ruta preparatoria y notas                                                                                              |
| ---------------------------------- | ---------------------- | ------------------------------------------------- | --- |
| Ácido 2-aminonaftaleno-1-sulfónico | 81-16-3                | Ácido de Tobias                                   | Reacción de Bucherer del ácido 2-hidroxinaftaleno-1-sulfónico con sales de amonio, precursor del pigmento C.I. rojo 49 |
| Ácido 2-aminonaftaleno-5-sulfónico | 81-05-0                | Ácido de Dahl, ácido de Dressel, ácido D          | Desulfonación del ácido 2-aminonaftaleno-1,5-disulfónico                                                               |
| Ácido 2-aminonaftaleno-6-sulfónico | 93-00-5                | Ácido de Bronner                                  | Aminación de Bucherer del ácido 2-hidroxinaftaleno-6-sulfónico                                                         |
| Ácido 2-aminonaftaleno-7-sulfónico | 494-44-0               | Ácido amido F; Ácido delta; Ácido monosulfónico F | Aminación de Bucherer del ácido 2-hidroxinaftaleno-7-sulfónico                                                         |
| Ácido 2-aminonaftaleno-8-sulfónico | 86-60-2                | Ácido de Baden (Badische acid)                    | Aminación de Bucherer del ácido 2-hidroxinaftaleno-8-sulfónico                                                         |